# Susanne Lautenbacher
Susanne Lautenbacher (* 19. April 1932 in Augsburg; † 15. September 2020) war eine deutsche Violinistin.

## Leben und Wirken
Susanne Lautenbacher, Tochter des Musikerziehers Josef Lautenbacher (1899–1970), begann ihr Violinstudium am Leopold-Mozart-Konservatorium in Augsburg und setzte ihre Studien von 1949 bis 1955 in München bei Karl Freund, dem Primgeiger des Freund-Quartetts, fort. Danach nahm sie an Meisterkursen bei Bronisław Gimpel, Max Rostal und Henryk Szeryng teil. In jungen Jahren gewann sie den ARD-Wettbewerb für Violine in München.
Lautenbacher unterrichtete ab 1960 an der Musikhochschule Karlsruhe und wirkte von 1965 bis 1992 als Professorin an der  Musikhochschule Stuttgart. Zwischen 1950 und 1990 machte sie zahlreiche Schallplatteneinspielungen, nicht zuletzt durch ihren Ehemann Heinz Jansen, der, als Musiker und Toningenieur, Gründer und Leiter des „Südwest-Tonstudios Stuttgart“ war.
Das Spektrum ihrer Aufnahmen umfasst Bibers Rosenkranz-Sonaten ebenso wie die Konzerte von Locatelli, Vivaldi und Bach aus der Barockzeit, die wichtigen klassischen Werke von Mozart, Beethoven und Schubert sowie die großen romantischen Konzerte von Mendelssohn, Spohr und Brahms. Kammermusikaufnahmen und Konzerte bestritt sie auch mit Werken von Henze, Reger, Pfitzner und anderen. 1978 spielte sie die Uraufführung des Konzerts für Violine und Stimmen op. 41 Orpheus von Arthur Dangel (* 1931).
Sie trat regelmäßig mit dem Württembergischen Kammerorchester Heilbronn unter der Leitung von Jörg Faerber in Erscheinung. Ihr Interesse für Alte Musik machte sie zu einer Pionierin der damals aufkeimenden historischen Aufführungspraxis mit dem Musikerkreis um Hans-Martin Linde.
Zwischen 1967 und 1973 spielte sie sechs Mal als Solistin in Konzerten des Berliner Symphonischen Orchesters unter der Leitung seines Chefdirigenten Carl August Bünte. Im Bereich Kammermusik war sie Mitglied des „Bell'Arte Trio Stuttgart“.
In der Gesamtaufnahme von Bibers Rosenkranz-Sonaten von 1962, die zu den frühesten Einspielungen dieses Zyklus zählt, spielte sie eine Violine von Nicolas Lupot aus dem Jahr 1789 und der Gambist Johannes Koch (1910–1973) ein Instrument von Joachim Tielke von 1677.